# Have you seen but a white lily grow?

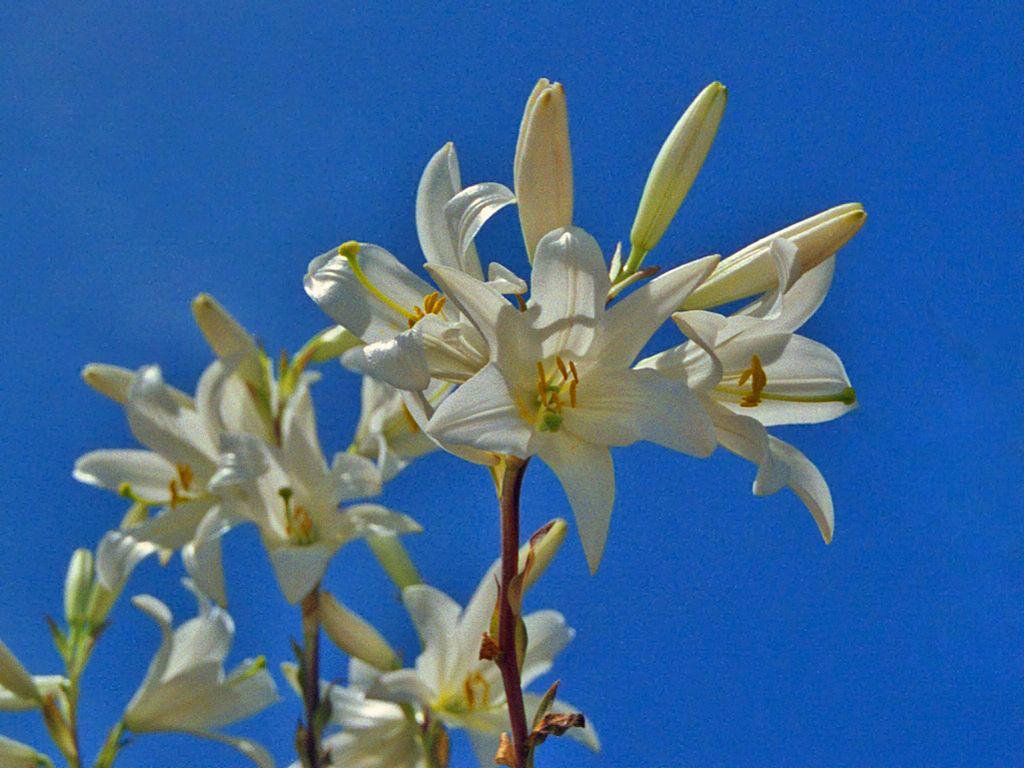
White lily

Have you seen but a white lily grow? (Nederlands: Heeft gij ooit iets gezien als een witte lelie in bloei?) is een Engels lied met luitbegeleiding uit het begin van de zeventiende eeuw. De tekst is van een onbekende tekstdichter en de muziek van een anonieme componist. Het lied maakte onderdeel uit van het toneelstuk The Devil is an Ass van de toneelschrijver Ben Jonson, aan wie de tekst van het lied ook wel, hoewel omstreden, is toegeschreven. Het stuk werd voor het eerst uitgevoerd door The Kings Men in 1619.
Het lied vertoont allerlei zaken die kenmerkend zijn voor de literatuur en de poëzie van de Engelse renaissance. Zo is door latere onderzoekers wel vastgesteld dat het gedicht dat aan dit lied ten grondslag ligt, overladen is met erotische connotaties vooral omdat het (inclusief het voelen van the wool of beaver) meer dan over de schoonheid van de witte lelie, lijkt te gaan over het bevredigen van allerlei zintuigen (voelen, ruiken, aanraken, proeven). Het lied is ook wel opgevat als een provocatie van de puriteinse levensopvatting die heerste ten tijde van de eerste opvoering.
Tegenwoordig is Have you seen een favoriet stuk voor aspirant-studenten die auditie doen voor, bijvoorbeeld, toelating tot een conservatorium. Hoewel het lied in eerste instantie voor bariton werd geschreven, wordt het tegenwoordig vooral door sopranen vertolkt.

## Tekst
Have you seen but a white lily grow
Before rude hands had touched it;
have you mark’d but the fall of the snow
before the earth hath smudged it?
Have you felt the wool of beaver
or swan’s down ever
or have smelt of the bud of the briar
or the nard in the fire
or have tasted the bag of the bee?
Oh so white, oh so soft, oh so sweet, so sweet is she.